# Partit de l'Esquerra Democràtica
El Partit de l'Esquerra Democràtica (en eslovac Strana Demokratickej ľavice, SDL) va ser un partit polític d'Eslovàquia d'orientació socialdemòcrata fundat el 1990 com a continuació del Partit Comunista d'Eslovàquia, influïts per la trajectòria d'Alexander Dubček i el socialisme democràtic. Va ser membre de la Internacional Socialista i del Partit Socialista Europeu.
Va mantenir representació parlamentària del 1992 al 1998, formant part de la coalició de govern a la darrera legislatura, però a les eleccions de 2002 va treure l'1,4% dels vots i va passar a ser força extraparlamentària. El 4 de desembre de 2004 es va integrar en Direcció - Socialdemocràcia, dissolent el partit el 31 de desembre.

## Resultats electorals

### Consell Nacional
| Any  | Vots    | %    | Pos. | Escons   | +/- | Govern            |
| ---- | ------- | ---- | ---- | -------- | --- | ----------------- |
| 1992 | 453,203 | 14.7 | 2n   | 29 / 150 | Nou | Oposició          |
| 1994 | 299,469 | 10.4 | 2n   | 18 / 150 | 11  | Oposició          |
| 1998 | 492,507 | 14.7 | 3r   | 23 / 150 | 5   | Coalició          |
| 2002 | 39,163  | 1.4  | 12è  | 0 / 150  | 23  | Extraparlamentari |

## Presidents del partit
- 1991-1996 Peter Weiss
- 1996-2001 Jozef Migaš
- 2001-2002 Pavel Koncoš
- 2002-2004 Ľubomír Petrák